# Acacia argutifolia
Acacia argutifolia é uma espécie de leguminosa do gênero Acacia, pertencente à família Fabaceae.